# Тарбе, Проспер
Проспе́р Тарбе́ (фр. Louis Hardouin Prosper Tarbé; 24 августа 1809 года, Нёйи-сюр-Сен — 13 января 1871 года, Париж ) — французский историк, археолог и литератор, специалист по истории города Реймса и области Шампани.

## Творчество
- «Travail et Salaire» (Реймс, 1841),
- «Les Sépultures de l’église de St.-Rémi» (Реймс, 1842),
- «Trésors des églises de Reims» (Реймс, 1843),
- «Reims, ses rues et ses monuments» (Реймс, 1844),
- «Notre-dame de Reims» (1845),
- «Recherches sur l’histoire du langage et des patois de la Champagne» (1852),
- Издание поэтов, живших до XVI столетия (фр. Guillaume Coquillart, Гийом де Машо, Эсташ Дешан и др.).